# Susanna Bonasewicz
Susanna Marina Bonasewicz (* 3. Oktober 1955 in West-Berlin) ist eine deutsche Schauspielerin, Synchron- und Hörspielsprecherin. Darüber hinaus ist sie als Synchronregisseurin und Dialogbuchautorin tätig. Bekannt ist Bonasewicz vor allem für ihre Rolle der Hörspielfigur Bibi Blocksberg und als deutsche Stimme der Charakterdarstellerinnen Isabelle Huppert, Isabella Rossellini und Sissy Spacek. Sie spricht außerdem Fran Drescher in Die Nanny. Eine ihrer bekanntesten Rollen ist auch Leia Organa in den Star-Wars-Filmen, verkörpert durch Carrie Fisher, und den Hörspielen von Star Wars.

## Leben

### Theater
Susanna Bonasewicz wuchs in West-Berlin auf und hegte bereits in frühester Jugend den Wunsch, den Schauspielberuf zu erlernen. Im Alter von sechs Jahren war sie 1961 an der Seite von Sonja Ziemann in dem Film … denn das Weib ist schwach zu sehen. Nach ihrem Realschulabschluss besuchte sie die private Schauspielschule von Marlise Ludwig.
Im Anschluss an ihre Prüfung agierte Bonasewicz an verschiedenen Berliner Theaterbühnen, darunter mit Kerstin Sanders-Dornseif in zwei Einaktern an Joachim Kerzels Intimem Theater, in Maxim Gorki – ein Leben in der Akademie der Künste, in Tingel Tangel am Hebbel-Theater oder in Der Zauberer von Oz in den Berliner Kammerspielen. Mit der Playback-Show Technicolor Dreams bestritt sie eine Tournee durch Westdeutschland, sang zudem in diversen Musicals und veranstaltete Lesungen vor Publikum. Gastauftritte im Fernsehen übernahm sie unter anderem in Gotcha! – Ein irrer Trip und in einer Folge der Krimiserie Der Alte.

### Hörspiele
Im Jahr 1979 wurde Bonasewicz von Hörspielregisseur Ulli Herzog für die Hauptrolle der Hörspielfigur Bibi Blocksberg engagiert. Seitdem ist sie in nahezu allen Folgen der gleichnamigen Serie als 13-jährige Hexe aus Neustadt zu hören. Im Jahr 1980 wurde sie kurzzeitig von Katja Nottke ersetzt, da sich Bonasewicz zu dieser Zeit im Rahmen einer Weltreise im Ausland aufhielt. 1991 folgte mit Bibi und Tina ein Ableger der erfolgreichen Kioskproduktion, in der Bonasewicz seither neben Dorette Hugo in einer weiteren langjährigen Hauptrolle engagiert ist. Gastauftritte als Bibi Blocksberg übernahm sie in der benachbarten Kinderhörspielserie Benjamin Blümchen. Darüber hinaus war sie ab Mitte der 1970er Jahre an zahlreichen Hörspielen und Lesungen beteiligt, die im Hörfunk des WDR, SDR und SFB gesendet wurden. In Hörspielfassungen zu Märchen der Brüder Grimm wirkte sie unter anderem in Aschenputtel, Brüderchen und Schwesterchen sowie Schneeweißchen und Rosenrot mit.
Seit Mitte der 2000er-Jahre ist Bonasewicz in unregelmäßigen Abständen in der Hörspielreihe Geisterjäger John Sinclair zu hören. In der von 2012 bis 2014 veröffentlichten Hörspiel-Adaption von Timothy Zahns Thrawn-Trilogie lieh sie wieder Leia Organa ihre Stimme.

### Synchronisation
Ihre erste Hauptrolle im Bereich der Filmsynchronisation übernahm Bonasewicz als deutsche Stimme von Sissy Spacek in Drei Frauen (1977), gefolgt von einem Engagement auf Isabelle Huppert in Die Spitzenklöpplerin (1978). Seither synchronisiert Bonasewicz die beiden Schauspielerinnen mit Ausnahme einzelner Produktionen bis in die Gegenwart; mit der Besetzung auf Isabella Rossellini in Blue Velvet (1987) festigte sich zudem eine weitere Kombination, die bis in die heutige Zeit Bestand hat.
Einem breiten Publikum ist Bonasewicz überdies als deutsche Stimme von Carrie Fisher in der Star-Wars-Saga (1977–2017), Heather Thomas in der Actionserie Ein Colt für alle Fälle (1983), Tyne Daly in der Kriminalserie Cagney & Lacey (1987) und Fran Drescher in der Sitcom Die Nanny (1995) bekannt. Neben zahlreicher Haupt-, Neben- und Gastrollen auf wechselnden Darstellerinnen und Figuren in Film und Fernsehen, synchronisiert Bonasewicz wiederkehrend Schauspielerinnen wie Daryl Hannah und Bridget Fonda.

### Dialogregie und -buch
Parallel zu ihrer Tätigkeit als Synchronsprecherin verfasst Susanna Bonasewicz Dialogbücher und führt Synchronregie. So ist sie unter anderem für die deutschsprachigen Fassungen der Filme Bridget Jones – Am Rande des Wahnsinns (2004), Happy End mit Hindernissen (2006), Ein einziger Augenblick (2008), Sex and the City – Der Film (2008) und Sherlock verantwortlich.

## Synchronrollen (Auswahl)
Carrie Fisher
- 1977: als Leia Organa in Krieg der Sterne
- 1980: als Leia Organa in Das Imperium schlägt zurück
- 1983: als Leia Organa in Die Rückkehr der Jedi-Ritter
- 2009: als Doktor in Fanboys
- 2015: als Leia Organa in Star Wars: Das Erwachen der Macht
- 2016: als Leia Organa in Rogue One: A Star Wars Story
- 2017: als Leia Organa in Star Wars: Die letzten Jedi
- 2017: als Leia Organa in Star Wars Rebels (Staffel 4, Episode 13)
- 2019: als Leia Organa in Star Wars: Der Aufstieg Skywalkers

Isabella Rossellini
- 1986: als Dorothy Vallens in Blue Velvet
- 1990: als Perdita in Wild at Heart – Die Geschichte von Sailor und Lula
- 1997: als Isabella Rossellini in Friends (Fernsehserie)
- 2002: als Joanna Menendez in Imperium – Zwei Welten prallen aufeinander
- 2007–2008: als Katya Derevko in Alias – Die Agentin (Fernsehserie)
- 2010: als Adele in Die Einsamkeit der Primzahlen
- 2013: als Theresa Talarico in Treme (Fernsehserie)

Isabelle Huppert
- 1977: als Pomme in Die Spitzenklöpplerin
- 1980: als Nelly in Der Loulou
- 1985: als Charlotte in Gezeichnet:Charlotte
- 1991: als Emma Bovary in Madame Bovary
- 2001: als Marie-Claire Muller in Chabrols süßes Gift
- 2011: als Hanah Giurgiu in I’m Not a F**king Princess
- 2016: als Nathalie Chazeaux in Alles was kommt

Daryl Hannah
- 1978: als Pam in Teufelskreis Alpha
- 1987: als Darien Taylor in Wall Street
- 1994: als Miss Crabtree in Die kleinen Superstrolche
- 2002: als Virginia in Hard Cash – Die Killer vom FBI

Sissy Spacek
- 1982: als Beth Horman in Vermißt
- 1990: als Miriam Thompson in Der lange Weg
- 2001: als Ruth Fowler in In the Bedroom
- 2011: als Missus Walters in The Help

Joan Allen
- 1998: als Betty Parker in Pleasantville – Zu schön, um wahr zu sein
- 2004: als Pamela Landy in Die Bourne Verschwörung
- 2008: als Gefängnisdirektorin Hennessey in Death Race
- 2012: als Pamela Landy in Das Bourne Vermächtnis
- 2015: als Nancy Newsome in Raum

Mathilda May
- 1985: als Spacegirl in Lifeforce – Die tödliche Bedrohung
- 1997: als Isabella Zanconia in Der Schakal
- 2007: als Capucine Jamet in Die zweigeteilte Frau

Natasha Richardson
- 1986: als Mary Shelley in Gothic
- 1990: als Kate/Offred in Die Geschichte der Dienerin
- 1998: als Elizabeth James in Ein Zwilling kommt selten allein

Fran Drescher
- 1985: als Carol Patrice in Wer ist hier der Boss? (Fernsehserie)
- 1986: als Joyce Columbus in Wer ist hier der Boss? (Fernsehserie)
- 1993–1999: als Fran Fine in Die Nanny (Fernsehserie)
- 2011–2013: als Fran Lovett in Happily Divorced (Fernsehserie)

Colleen Camp
- 1981: als Kristin Shepard in Dallas (Fernsehserie)
- 2009: als Charlotte in Dr. House (Fernsehserie)

Kelly McGillis
- 1986: als Charlie Blackwood in Top Gun – Sie fürchten weder Tod noch Teufel
- 1999: als Jennie in Auf den ersten Blick

Bridget Fonda
- 1992: als Allison Jones in Weiblich, ledig, jung sucht …
- 2001: als Val Bazinni in Feuerwerk auf italienisch

Nicoletta Braschi
- 1997: als Dora in Das Leben ist schön
- 2005: als Vittoria in Der Tiger und der Schnee

### Filme
- 1978: Sally Field als Gwen Doyle in Um Kopf und Kragen
- 1981: Jamie Lee Curtis als Laurie Strode in Halloween II – Das Grauen kehrt zurück
- 1984: Lisa Eilbacher als Jenny Summers in Beverly Hills Cop
- 1996: Embeth Davidtz als Jennifer Honey in Matilda
- 2000: Pamela Gidley als Helga Thompson in Der kleine Vampir
- 2008: Carolyn McCormick als Jenny Flanner in Das Lächeln der Sterne
- 2019: Julia Duffy als Amanda Clark in Christmas at the Plaza – Verliebt in New York

### Serien
- 1978: Aude Landry als Catriona Drummond in Die Abenteuer des David Balfour
- 2012: Alice Krige als Jenny Frazer in Inspector Barnaby
- 2023: Rachel Ticotin als Joy Aaronson in Navy CIS

## Auszeichnungen
- 2009: Die Silhouette in der Kategorie „Lebenswerk Synchronschauspielerin“